# (12072) Anupamakotha
(12072) Anupamakotha (1998 FA65) – planetoida z pasa głównego asteroid okrążająca Słońce w ciągu 3,84 lat w średniej odległości 2,45 j.a. Odkryta 20 marca 1998 roku.